# Heptathrips kuscheli
Heptathrips kuscheli é uma espécie de inseto pertencente à família Phlaeothripidae.